# 陶瓷发动机
陶瓷发动机是使用陶瓷材料为主要部件的内燃机。陶瓷发动机相对一般金属发动机有很多优势，其中最主要的是其汽缸内的燃烧可以达到很高温度，根据卡諾定理，这使得其热效率更高。
德州農工大學曾经制造出相当有效率的陶瓷发动机，但是专利被艾克森美孚收购，并被搁置起来。